# Nội khoa
Nội khoa là phân ngành trong y khoa liên quan đến việc ngăn ngừa, chẩn đoán và điều trị các bệnh của cơ quan bên trong cơ thể, đặc biệt là ở người lớn. Bác sĩ nội khoa cần có kỹ năng trong việc quản lý các bệnh nhân có quá trình bệnh không rõ ràng hoặc nhiều bệnh cùng lúc. Bác sĩ nội khoa chăm sóc và điều trị bệnh nhân nhập viện và có thể đóng một vai trò chính trong giảng dạy và nghiên cứu.
Vì các bệnh nhân nội khoa thường bị bệnh nặng hoặc cần điều tra phức tạp, bác sĩ nội khoa chủ yếu làm việc trong bệnh viện. Bác sĩ nội khoa thường tách thành các chuyên môn riêng biệt về các bệnh tật ảnh hưởng đến các cơ quan hoặc hệ thống cơ quan nhất định.
Dược nội khoa cũng là một chuyên khoa nằm trong dược lâm sàng và dược thú y.